# آرتیژن (داکوتای جنوبی)
آرتیژن(به انگلیسی: Artesian) شهری در ایالت داکوتای جنوبی کشور ایالات متحده آمریکا است که جمعیت آن در سرشماری سال ۲۰۱۰ میلادی، ۱۳۸ نفر بوده‌است.